# Castelvecchio Calvisio
Castelvecchio Calvisio község (comune) Olaszország Abruzzo régiójában, L’Aquila megyében.

## Fekvése

Castelvecchio Calvisio község L'Aquila megye térképén

A megye északkeleti részén fekszik. A vele szomszédos települések: Barisciano, Calascio, Capestrano, Carapelle Calvisio, Castelli, Isola del Gran Sasso d’Italia, Navelli, Ofena, San Pio delle Camere és Santo Stefano di Sessanio.

## Története
1906-ig Carapelle Calvisio része volt. 

## Népessége
A népesség számának alakulása:

## Főbb látnivalói
- San Cipriano-templom